# Chozas de Abajo (kommunhuvudort)
Chozas de Abajo är en kommunhuvudort i Spanien.   Den ligger i provinsen Provincia de León och regionen Kastilien och Leon, i den nordvästra delen av landet, 280 km nordväst om huvudstaden Madrid. Chozas de Abajo ligger 882 meter över havet och antalet invånare är 1 976.
Terrängen runt Chozas de Abajo är platt. Runt Chozas de Abajo är det glesbefolkat, med 16 invånare per kvadratkilometer. Närmaste större samhälle är León, 14,1 km nordost om Chozas de Abajo. Trakten runt Chozas de Abajo består till största delen av jordbruksmark.